# Hájemství
Hájemství (německy Hegerbusch) je malá vesnice, část obce Vítězná v okrese Trutnov. Nachází se asi 3 km na severozápad od Vítězné. V roce 2014 zde bylo evidováno 46 adres. V roce 2001 zde trvale žilo 32 obyvatel.
Hájemství leží v katastrálním území Kocléřov o výměře 12,61 km2.